# Biophytum nervifolium
Biophytum nervifolium är en harsyreväxtart som beskrevs av Thw.. Biophytum nervifolium ingår i släktet Biophytum och familjen harsyreväxter. Inga underarter finns listade i Catalogue of Life.